# Gare de Teleghma
La gare de Teleghma est une gare ferroviaire algérienne située sur le territoire de la commune de Teleghma, dans la wilaya de Mila.

## Situation ferroviaire
La gare est située au sud-est de la ville de Teleghma, sur la ligne d'Alger à Skikda où elle est précédée de la gare de Tadjenanet et suivie de celle d'El Guerrah.

## Service des voyageurs

### Desserte
La gare de Teleghma est desservie par les trains grandes lignes des liaisons :
- Alger - Annaba[1] ;
- Alger - Tébessa[2].